# نشرت
قرية نشرت هي إحدى القرى التابعة لمركز قلين في محافظة كفر الشيخ في جمهورية مصر العربية. حسب إحصاءات سنة 2006، بلغ إجمالي السكان في نشرت 7369 نسمة، منهم 3664 رجل و3705 امرأة.

## التاريخ
قرية نشرت من القرى القديمة، واسمها الأصلي وقت الفتح الإسلامي لمصر ناشرت (بالإنجليزية: Naschart)‏، وقد وردت باسم نشرت في أعمال الغربية ضمن قرى الروك الصلاحي التي أحصاها ابن مماتي في كتاب قوانين الدواوين، كما وردت باسم نشرت في أعمال الغربية ضمن قرى الروك الناصري التي أحصاها ابن الجيعان في كتاب «التحفة السنية بأسماء البلاد المصرية». وفي العصر العثماني كان اسمها في تربيع سنة 933هـ/1527م الذي أجراه الوالي العثماني سليمان باشا الخادم في عصر السلطان العثماني سليمان القانوني نشرت ضمن قرى ولاية الغربية، وفي تاريخ 1228هـ/1813م الذي عدّ قرى مصر بعد المسح الذي قام به محمد علي باشا باسم نشرت ضمن قرى مديرية الغربية.